# Gustavo Bartelt
Gustavo Javier Bartelt (Buenos Aires, 2 settembre 1974) è un allenatore di calcio ed ex calciatore argentino, di ruolo attaccante.

## Carriera

### Giocatore
Inizia la sua carriera da professionista nel 1993 con gli All Boys, squadra in cui realizza 27 gol in 92 partite; questi numeri gli fanno guadagnare il trasferimento nel 1997 al Lanús, dove gioca una stagione molto positiva con all'attivo 13 gol in 18 partite.
Nel 1998 viene acquistato dalla Roma per circa 13 miliardi di lire. Il 9 settembre, al suo esordio con i giallorossi, realizza un gol nel pareggio per 2-2 sul campo del Chievo nell'andata dei sedicesimi di finale di Coppa Italia, mentre il 17 ottobre mette a referto due assist per Dmitrij Aleničev e Francesco Totti nella partita vinta per 2-1 contro la Fiorentina. A causa di molti problemi fisici, però, scende in campo solo in altre dodici occasioni senza mai andare a segno.
Nei primi mesi dell'annata successiva viene impiegato solo tre volte dal neo-allenatore Fabio Capello e viene quindi ceduto in prestito durante il calciomercato di gennaio agli inglesi dell'Aston Villa, dove però non totalizza alcuna presenza. Nell'estate del 2000 passa, sempre con la formula del prestito, agli spagnoli del Rayo Vallecano, scendendo in campo dodici volte e segnando un gol (l'unico della sua carriera nei campionati europei).
Nell'estate del 2001 iniziano i suoi problemi giudiziari legati all'ottenimento del passaporto italiano, che lo costringono a una squalifica di due anni. Nel 2003 ritorna in patria per firmare con il Gimnasia La Plata, con cui disputa 18 partite senza segnare. Al termine della stagione si trasferisce al Talleres de Córdoba, con cui non scende mai in campo, e successivamente al Gimnasia Jujuy.
Dopo altri due anni supplementari di squalifica per i problemi giudiziari legati al passaporto, fa ritorno nella squadra in cui aveva iniziato la sua carriera, l'All Boys, rimanendovi fino al suo ritiro avvenuto nel 2010.

### Allenatore
Tra il 10 febbraio e il 15 settembre 2019 è stato l'allenatore dell'All Boys.

## Statistiche

### Statistiche da allenatore
Statistiche aggiornate al 15 settembre 2019.
| Stagione        | Squadra         | Campionato      | Campionato | Campionato | Campionato | Campionato | Coppe nazionali | Coppe nazionali | Coppe nazionali | Coppe nazionali | Coppe nazionali | Coppe continentali | Coppe continentali | Coppe continentali | Coppe continentali | Coppe continentali | Altre coppe | Altre coppe | Altre coppe | Altre coppe | Altre coppe | Totale | Totale | Totale | Totale | % Vittorie | Piazzamento |
| Stagione        | Squadra         | Comp            | G          | V          | N          | P          | Comp            | G               | V               | N               | P               | Comp               | G                  | V                  | N                  | P                  | Comp        | G           | V           | N           | P           | G      | V      | N      | P      | %          | Piazzamento |
| --------------- | --------------- | --------------- | ---------- | ---------- | ---------- | ---------- | --------------- | --------------- | --------------- | --------------- | --------------- | ------------------ | ------------------ | ------------------ | ------------------ | ------------------ | ----------- | ----------- | ----------- | ----------- | ----------- | ------ | ------ | ------ | ------ | ---------- | ----------- |
| 2019            | All Boys        | PN              | 5          | 0          | 1          | 4          | CA              | 2               | 1               | 0               | 1               | -                  | -                  | -                  | -                  | -                  | -           | -           | -           | -           | -           | 7      | 1      | 1      | 5      | 14,29      | Esonerato   |
| Totale carriera | Totale carriera | Totale carriera | 5          | 0          | 1          | 4          |                 | 2               | 1               | 0               | 1               |                    | -                  | -                  | -                  | -                  |             | -           | -           | -           | -           | 7      | 1      | 1      | 5      | 14,29      |             |